# Základní směrnice
Základní směrnice, používaná ve fiktivním vesmíru Star Treku, je předpis 1 Hvězdné flotily. Jde o hlavní zásadu,(ovšem existuje i důležitější Směrnice omega) kterou se řídí Spojená federace planet. Základní směrnice zakazuje vměšování do vnitřního vývoje civilizací, které dosud neovládly cestování nadsvětelnou rychlostí, tzv. warpem, jelikož žádná primitivní kultura by neměla získat nebo být vystavena jakýmkoli informacím o pokročilých technologiích a existenci jiných civilizací mimo danou planetu, protože hrozí ovlivnění vývoje dané civilizace.

## Bližší informace
Při studiu primitivních civilizací, zejména při průzkumu na povrchu planety, Základní směrnice jasně nařizuje:
| „ | Neodhalovat totožnost ani povahu mise. Nevměšovat se do společenského vývoje dané planety. Nešířit informace o vesmíru, jiných světech nebo pokročilých civilizacích. | “ |
| — | |   |

Příslušníci Hvězdné flotily musí pochopit, že umožnit cizím kulturám přirozený vývoj je základním právem, a proto musí přinést jakoukoli oběť při ochraně kultur před kontaminací, a to i za cenu ztráty života.
Ve 23. století se Základní směrnice vztahovala na Hvězdnou flotilu i civilisty, ale ve 24. století už není vynucována na občanech Federace. Podle pravidel obsažených ve směrnici nesmí členové Hvězdné flotily přemístit osoby, které zasáhly do cizí kultury. Porušení základní směrnice může vést ke stíhání před válečným soudem.
Celkem Základní směrnice obsahuje 47 dílčích nařízení.
Původně měla Základní směrnice sloužit na ochranu primitivních světů. Když byl takový svět v nebezpečí, Hvězdná flotila obvykle vyslala své lodě svět zachránit, ale jen za předpokladu, že to lze učinit bez porušení směrnice.
Základní směrnice byla později novelizována a nově zakazovala důstojníkům Hvězdné flotily vměšování i v případě, že bez zakročení hrozilo vymření druhu nebo konec života na planetě nebo hvězdném systému. Od 24. století začala Federace uplatňovat směrnici i na druhy schopné cestovat warpem, a to ve snaze nezasahovat do vnitřních záležitostí, jako byla například Klingonská občanská válka.
Existují dvě základní výjimky ze Základní směrnice:
- První je v případě závažné hrozby pro Federaci. Předpis 24 opravňuje kapitána nařídit za určitých okolností zničení celé civilizace.[6] Jestliže loď Hvězdné flotily narazí na molekulu Omega, uplatní se Směrnice Omega. Je-li v platnosti směrnice Omega, Základní směrnice se neuplatní (z důvodů bezpečnosti jsou o směrnici Omega informováni pouze důstojníci s hodností kapitán a výše).[7]
- Druhou je případ, kdy byla daná civilizace znalostem o pokročilých technologiích a jiných civilizacích již vystavena. V takovém případě se důstojníci Hvězdné flotily často pokoušejí odstranit škody způsobené nedbalostí nebo úmyslně.[8]